# Club Princeton de Nueva York
El club Princeton de Nueva York es una organización social en la ciudad de Nueva York que atienden a profesores y alumnos de la Universidad de Princeton en Princeton, Nueva Jersey.
Constituida el 12 de diciembre de 1899, el club tuvo 4 casas antes de establecerse en su actual locación el la 15W. calle 43.ª en el centro de Manhattan en marzo de 1963. Durante estos años el club experimento una constante expansión en la diversidad de sus miembros. La diversidad cultural, étnica,  así como el número de miembros mujeres se halló también en incremento dentro del club Princeton. En 1973 los oficiales del club de la Universidad de Columbia encontraron necesario disolver su club. El club Princeton invitó a muchos de los miembros del club de la Universidad de Columbia a solicitar su ingreso al mismo, varios cientos aceptaron la invitación. El club es el mayor cuerpo organizado de estudiantes de Princeton en el mundo y es verdaderamente "el corazón de Princeton en Nueva York".
A principios del siglo XXI, los alumnos de la Universidad de Nueva York de la cual el club cerró en 1989 llegaron a ser elegibles como parte de la comunidad de miembros del club. La membresía del club ha sido recientemente ampliada para la admisión de antiguos miembros del club Williams, además alumnos de otras selectas universidades también pueden ser candidatos a elección.
Además de las comodidades de alojamiento y comedor, el club posee una librería con 10,000 volúmenes, un centro de squash y gimnasio, centro de negocios y acceso WiFi. 

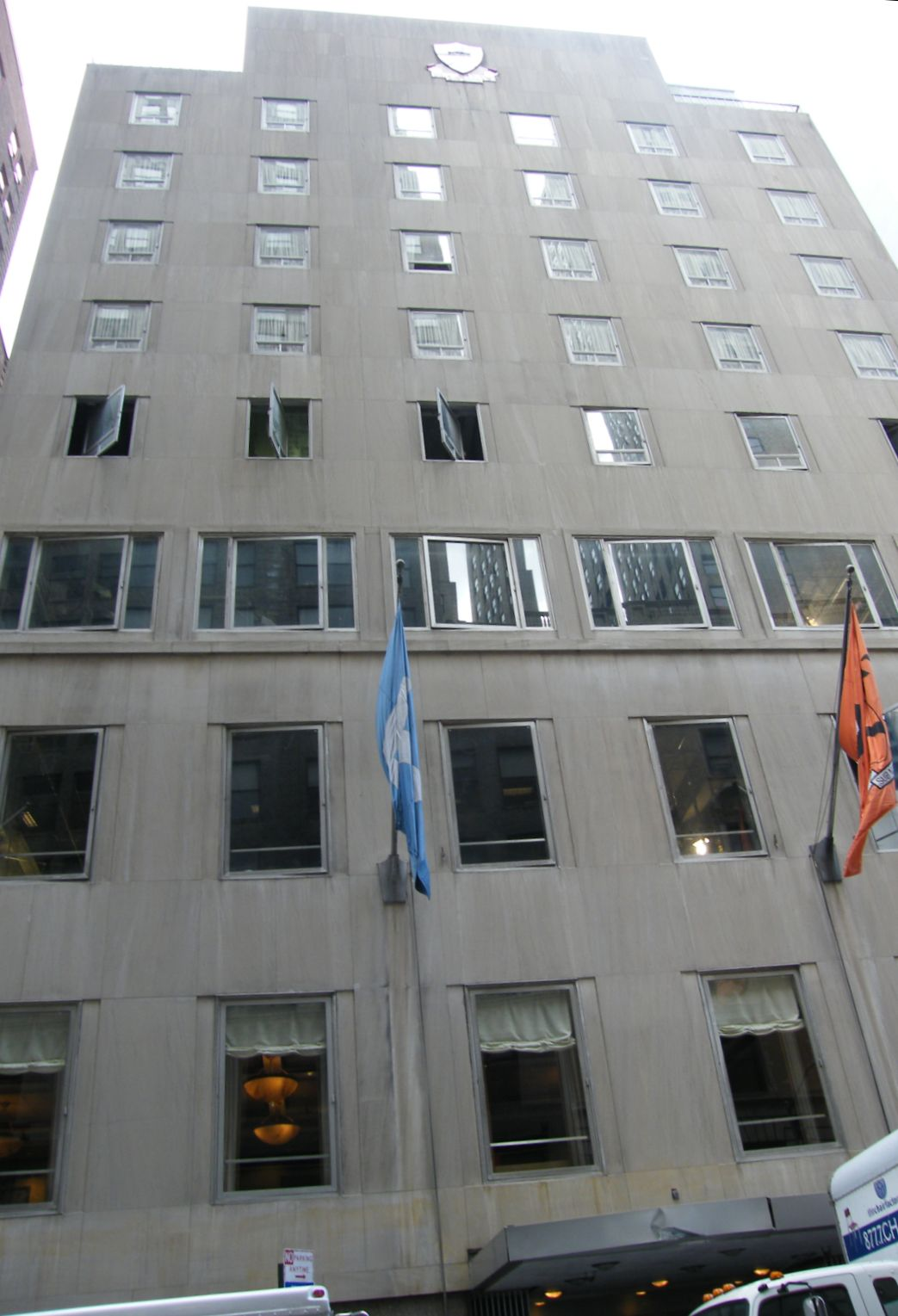